# Shoah en Belgique
La Shoah en Belgique recouvre les persécutions, les déportations et l'extermination subies par les Juifs durant la Seconde Guerre mondiale en Belgique. Elle débute avec les premières ordonnances allemandes promulguées dès 1940, l'instauration de l'Association des Juifs en Belgique en novembre 1941, l'imposition du port de l'étoile juive, en mai 1942, la mise en place d'un camp de rassemblement à la Caserne Dossin en juillet 1942 et le départ des convois de la déportation des Juifs de Belgique d'août 1942 à juillet 1944. Plus de 30 000 Juifs résidant sur le territoire belge et le nord de la France furent ainsi déportés vers Auschwitz. Seuls 1650 d'entre eux survivront à cet enfer concentrationnaire. Après la guerre, certains criminels de guerre nazis sont jugés. La responsabilité de l'administration et des forces de l'ordre est étudiée. Un rapport est commandité par le Sénat, il débouche en 2007 sur le rapport du CEGES intitulé : La Belgique docile. Le gouvernement belge présentera officiellement ses excuses à la communauté juive en 2002, elles seront réitérées après le rapport, en 2012.

## Situation dans les premières heures de l'occupation
Durant l'entre-deux-guerres, la Belgique connait un important afflux de réfugiés juifs fuyant les politiques anti-juives mises en place en Europe et singulièrement en Allemagne. À l'aube du conflit, la communauté juive compte entre 80 000 et 100 000 personnes. Une bonne moitié se retrouve à Anvers, un tiers à Bruxelles et le reste sur Liège et Charleroi, la plupart issue d'une immigration récente. La communauté juive de Belgique représente à cette époque une petite minorité. En 1940, le Gouvernement belge est en exil à Londres. Il met en place une haute instance administrative, le Comité des Secrétaires-généraux qui sera l'interlocuteur principal de la Militärverwaltung mise en place en Belgique et dans le Nord de la France par l'occupant. Les directives sont claires, il ne pourrait être question pour l'administration belge de prendre ses distances par rapport à la seconde conférence de La Haye, de 1907, en se compromettant dans la collaboration visant par exemple à aider l'occupant dans la mise en œuvre de ses ordonnances anti-juives.

## Sous le joug nazi

Administration militaire de la Belgique et du Nord de la France.

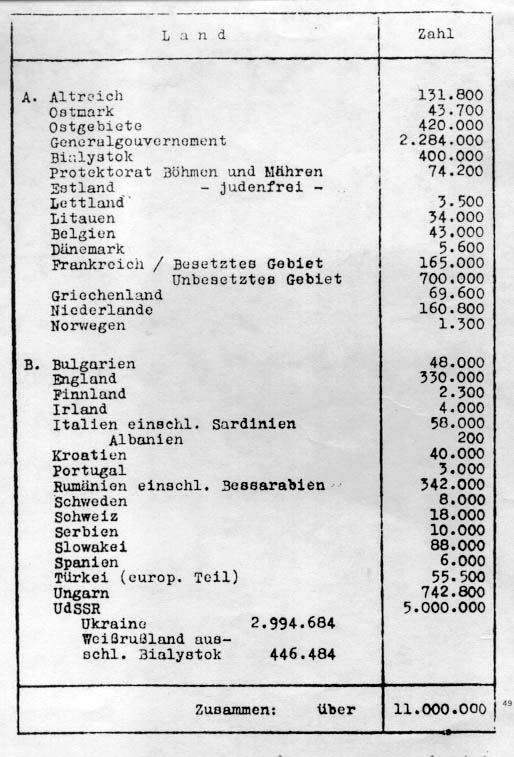
Liste des objectifs de la conférence de Wannsee

Au début de 1941, les Allemands remanient l'administration belge et placent à certains postes-clefs des individus proches des thèses nazies issus du mouvement Rex ou du VNV. Gérard Romsée se voit ainsi confier le ministère de l'intérieur. Lui-même favorisera la nomination de bourgmestres pro-nazis, placera à la tête de la police un Emiel Van Coppenolle tout dévoué à l'occupant. Le gouvernement en exil le dénonce mais aucune directive claire ou désaveu du Comité des Secrétaires-généraux ne verra le jour. Si bien qu'en 1942, l'administration belge n'est plus en mesure de refuser d'appliquer les directives percolant depuis la Militärverwaltung. Elle met ainsi en place l'Office national du travail, prendra part aux Werbestellen et se compromet ainsi dans la mise sur pied du STO.
Parallèlement, en novembre 1941, l'occupant met en place l'Association des Juifs en Belgique (AJB), entité équivalente au Judenrat, et lui impose, entre autres choses, de constituer des registres reprenant des listes familiales de l'ensemble des Juifs résidant sur le territoire. L'affiliation était payante et obligatoire. C'est également l'AJB qui enverra les 12 000 convocations pour le travail obligatoire (pour la déportation à Auschwitz en réalité). Lorsque le nombre de personnes se présentant spontanément au Camp de rassemblement de Malines diminua drastiquement, ils envoyèrent également des courriers de menace qui expliquaient les conséquences fâcheuses d'une non-présentation. Le 29 août 1942, l'un des directeurs de l'AJB, Robert Holzinger, est tué par balle en pleine rue et le bureau de l'AJB est incendié par la résistance juive. L'attentat fut revendiqué par le Drapeau rouge en ces termes : « Le chef de l'Association juive qui n'avait pas hésité à coopérer avec l'occupant pour martyriser ses concitoyens juifs a payé sa trahison. Un bras vengeur l'a abattu en rue. ».
En septembre 1942, certains membres de l'AJB prennent leurs distances avec celle-ci et participent à la fondation d'un organe clandestin de résistance : le Comité de défense des Juifs (CDJ). Ce comité œuvra pour aider les Juifs à prendre le parti de la clandestinité, à ne pas répondre aux demandes allemandes et participa au sauvetage de milliers d'enfants en les plaçant dans des familles d'accueil ou des institutions d'hébergement. Pour remplir cette mission, Le CDJ disposait de l'appui de l'Œuvre nationale de l'enfance et d'un important réseau catholique. En avril 1943, trois résistants proches du CDJ et du Groupe G attaquent le convoi no 20 du 19 avril 1943. Le CDJ sera également à l'origine de la mission confiée à Victor Martin qui se rendit à Auschwitz sous couvert d'un voyage d'étude et revint en mai 1943 avec des informations sans ambiguïté quant au sort réservé aux Convois de la déportation des Juifs de Belgique.
Les Allemands abandonnèrent le stratagème des convocations pour le travail obligatoire en août 1942 et procédèrent alors à des arrestations de masse dans le cadre de rafles de grande envergure. Des SS flamands et des policiers belges prirent part aux trois rafles que connut Anvers. En revanche, grâce à Jules Coelst, la police bruxelloise ne prendra pas part à la rafle de septembre 1942.

## Mise en place de la solution finale en Belgique
Dès 1940, l'occupant promulgue une série d'ordonnances, 17 au total, relatives aux Juifs en Belgique.

### Les ordonnances allemandes

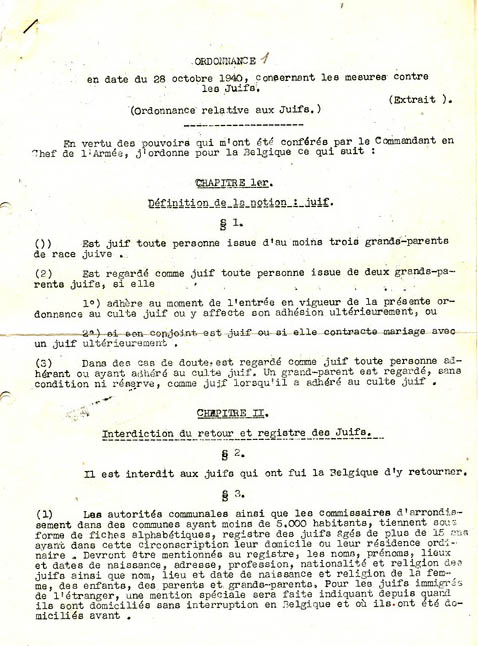
Ordonnance du 28 octobre 1940

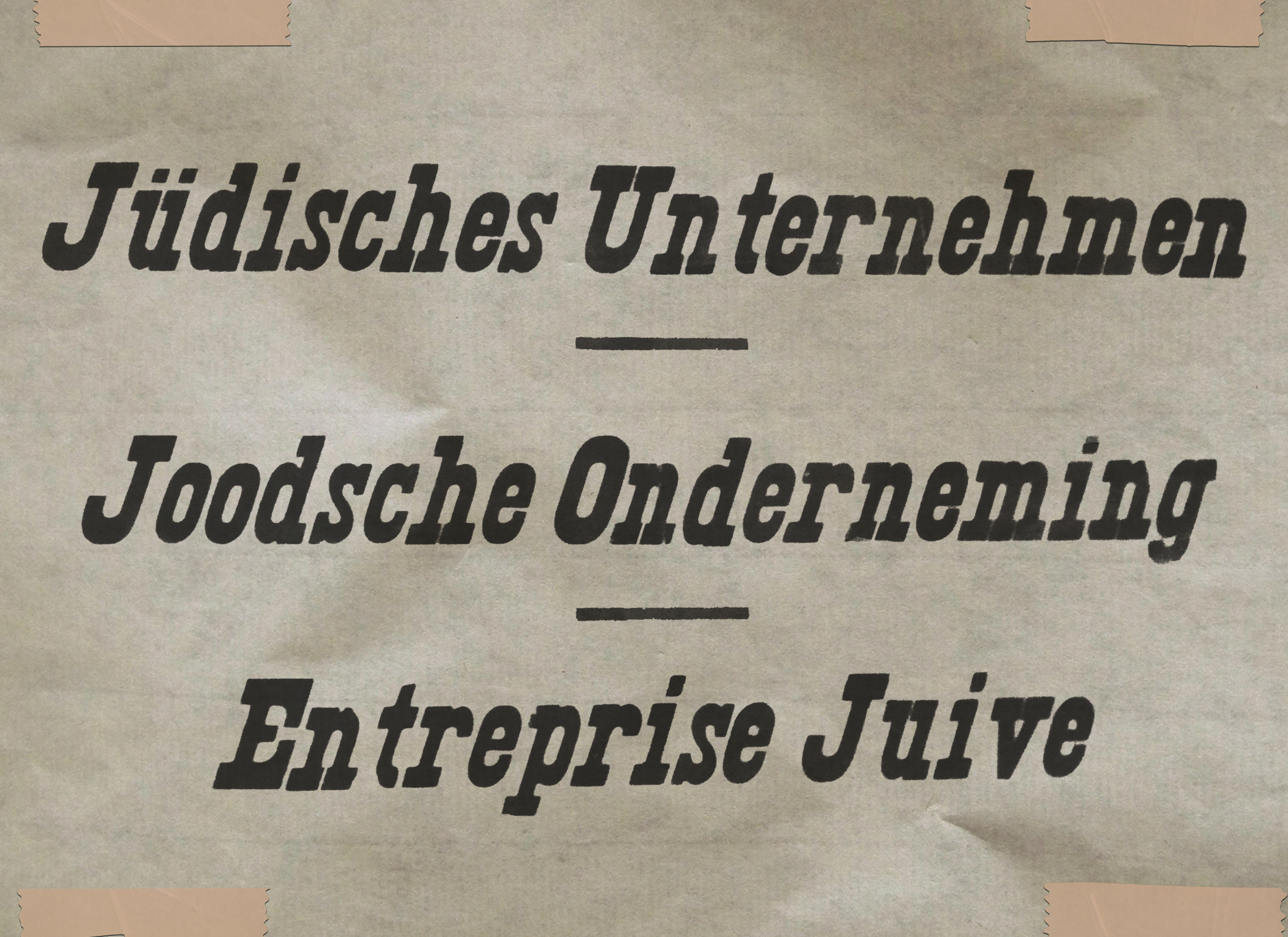
Ordonnance du 31 mai 1941

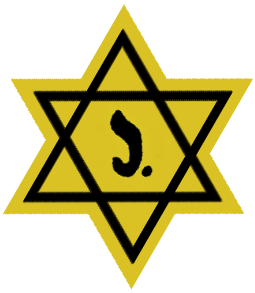
27 mai 1942, imposition du port de l'étoile jaune en Belgique.

- 28 octobre 1940: Les deux premières ordonnances allemandes relatives aux Juifs visent à définir la judaïcité des individus. Sont ainsi réputés être juifs, les personnes ayant au moins trois grands-parents sont juifs. Ceux qui ont deux grands-parents juifs mais qui adhèrent au culte et ont épousé un Juif sont également considérés comme Juifs. L'ordonnance impose également aux Juifs de s'inscrire sur des registres des Juifs tenus par les communes (ou par le commissaire d'arrondissement pour les communes de moins de 5 000 habitants) pour le 15 novembre 1940 au plus tard. Elle impose aux entreprises juives de se faire enregistrer comme telle et d'apposer un écriteau "entreprise juive" sur les établissements hôteliers et de restauration, pour le 30 novembre 1940. Enfin, elle impose à certains professionnels de cesser leur activité au plus tard le 31 décembre 1940. Il s'agit des métiers liés à l'enseignement, à la presse écrite ou radiophonique, au barreau ou à la fonction publique. Louis Braffort s'oppose à la transmission de listes d'avocats Juifs. Avec le président de la cour de cassation et le procureur général, il adresse un courrier sans ambiguïté au gouverneur militaire, le général von Falkenhausen : « attendre des avocats belges qu’ils cessent d’être indépendants, ce serait leur demander de cesser d’être eux-mêmes" »[4]. De 1940 à 1944, Louis Braffort n'enverra pas moins de 25 protestations. « J’ai un devoir de conscience qu’aucune considération ne peut modifier, celui de dire que le principe même de l’ordonnance est en opposition directe avec le droit »[5]. « nous avons prêté solennellement le serment de rester fidèles à la Constitution du peuple belge et nous ne pouvons manquer à ce serment »[5]. Louis Braffort est assassiné par trois rexistes et son corps sans vie est découvert le 24 août 1944.

Les administrations communales belges ne commenceront à réagir à l'ordonnance qu'après avoir reçu les instructions du Ministère de l'Intérieur et de la Santé publique datée du 6 décembre 1940. Les administrations communales s'indignent pour la plupart. Certaines communes, comme Saint-Josse-ten-Noode en appellent aux articles 151 et 152 du code pénal punissant tout « acte arbitraire et attentatoire aux libertés et aux droits garantis par la Constitution, ordonné ou exécuté par un fonctionnaire ou officier public, par un dépositaire ou agent de l’autorité ou de la force publique », de quinze jours à un an d’emprisonnement. Les communes, conscientes du caractère illégal et non-constitutionnel de ces injonctions, n'auront cependant d'autre choix que de s'y conformer sous la contrainte pour certaines ou avec zèle pour d'autres, comme à Anvers où Leo Delwaide prendra très précocement des mesures pour satisfaire à l'ordonnance.

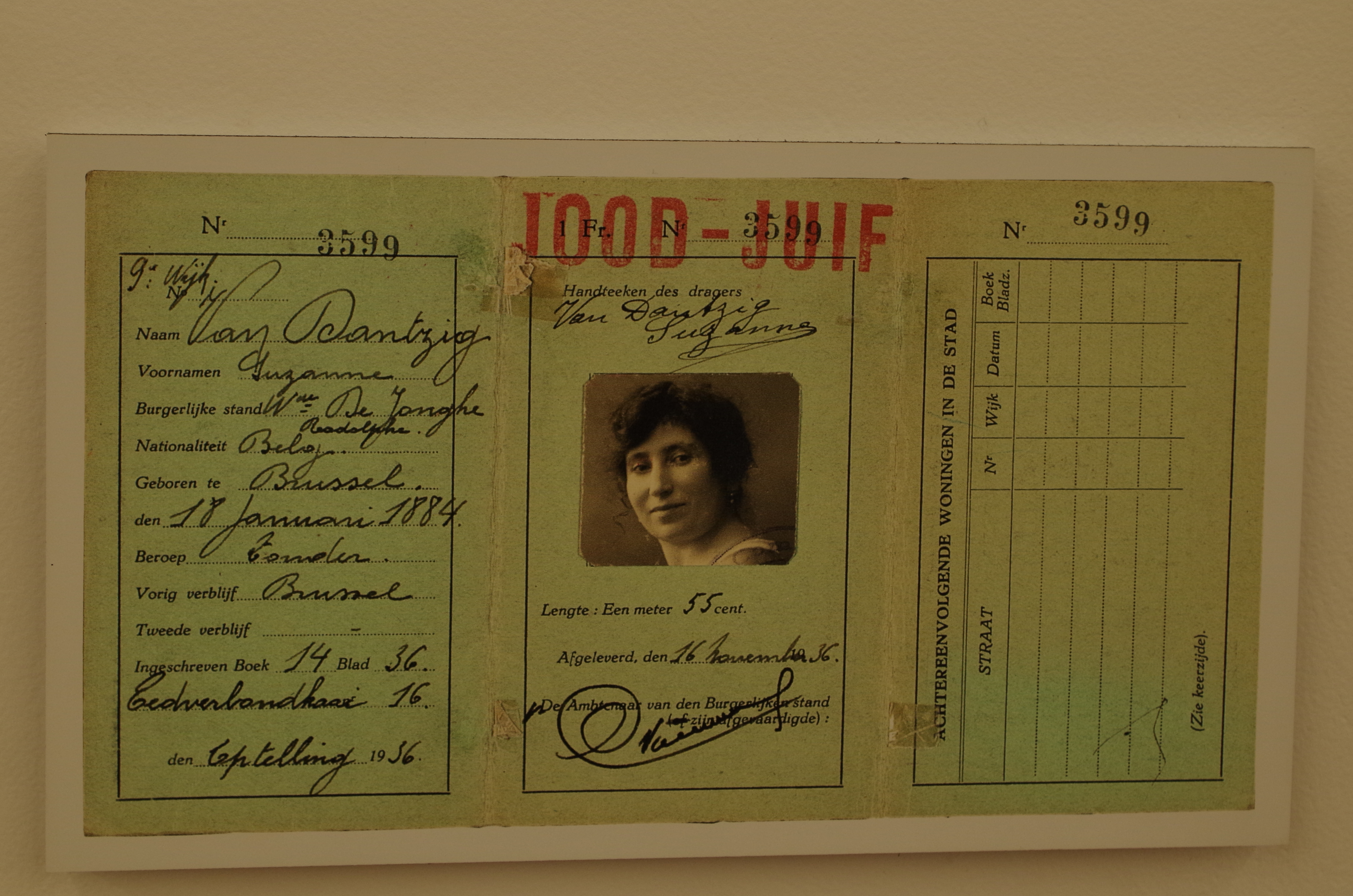
Carte d'identité de Suzanne van Dantzig, marquée au tampon rouge

Sur l'ensemble du territoire, les listes sont donc établies, transmises à l'occupant et un cadre administratif pour leur tenue à jour mis en place. Des affiches sont apposées dans les communes invitant les ressortissants juifs à se signaler auprès des administrations communales ou services des étrangers en vue de procéder à leur inscription sur le registre des Juifs. Chaque inscrit voit apposé sur sa carte d'identité un cachet en lettres rouges : « Juif-Jood ». D'autres directives viendront préciser les tâches à accomplir par les administrations. Notamment, l'établissement d'une fiche individuelle en double exemplaire pour chaque Juif de plus de quinze ans. Le 23 septembre 1941, Gérard Romsée précise qu'en cas de déménagement, un document doit être transmis à l'administration de la commune d'arrivée mais également transmis à la SIPO-SD, avenue Louise à Bruxelles.
Certains fonctionnaires s'opposent à l'occupant. En juillet 1941, à la demande du commissaire de police de Bruxelles, le procureur du roi Lucien Van Beirs lui répond courageusement dans un courrier que selon lui, il n'appartient pas à la police belge de procéder à des arrestations pour le compte de l'occupant qui, au sens de la loi belge, ne constitue pas une autorité légitime pouvant valablement ordonner de telles arrestations. Il précise enfin que tout fonctionnaire qui, sans contrainte physique ou morale, satisferait de telles demandes, se rendrait coupable d'arrestations illégales et arbitraires. Il sera arrêté le 16 juillet 1941 puis, une seconde fois le 12 décembre 1942, avec d'autres magistrats, et déporté au camp de concentration de Buchenwald. Il est libéré par les Américains le 11 avril 1945.
L'Association des Juifs en Belgique adressera également les convocations à Malines, enjoignant ses ressortissants de se présenter spontanément à la caserne Dossin pour le prétendu "travail obligatoire"; pour la déportation en fait. Lorsque, sous l'action de la résistance juive, ils cessèrent de se présenter spontanément à la caserne, des rafles et des arrestations domiciliaires furent organisées. La police communale d'Anvers prit ainsi part à l'arrestation de nombreux Juifs à leur domicile et leur acheminement à la Caserne Général-Dossin à Malines, en vue de leur déportation vers Auschwitz.

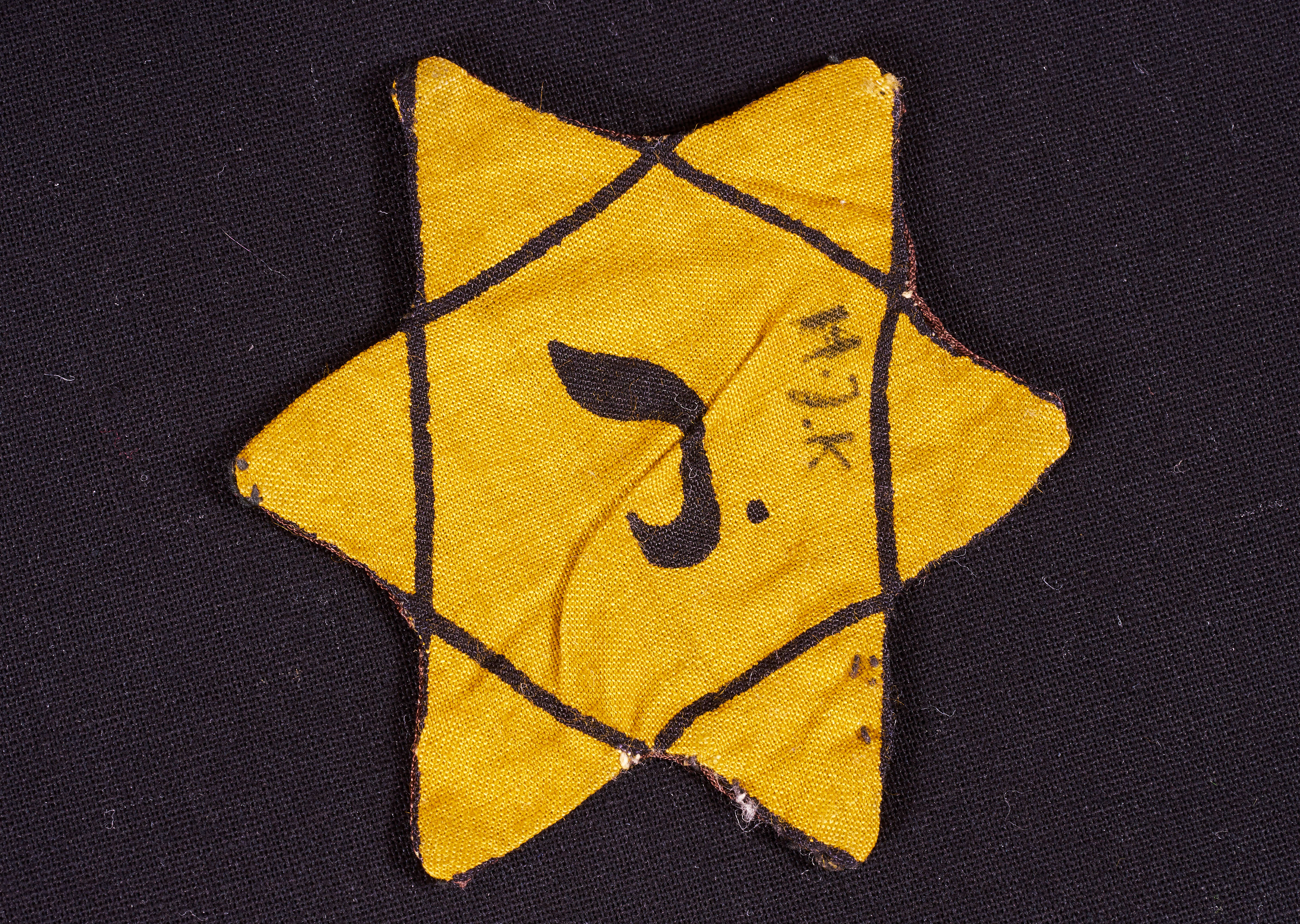
27 mai 1942, imposition du port de l'étoile jaune en Belgique[Note 2].
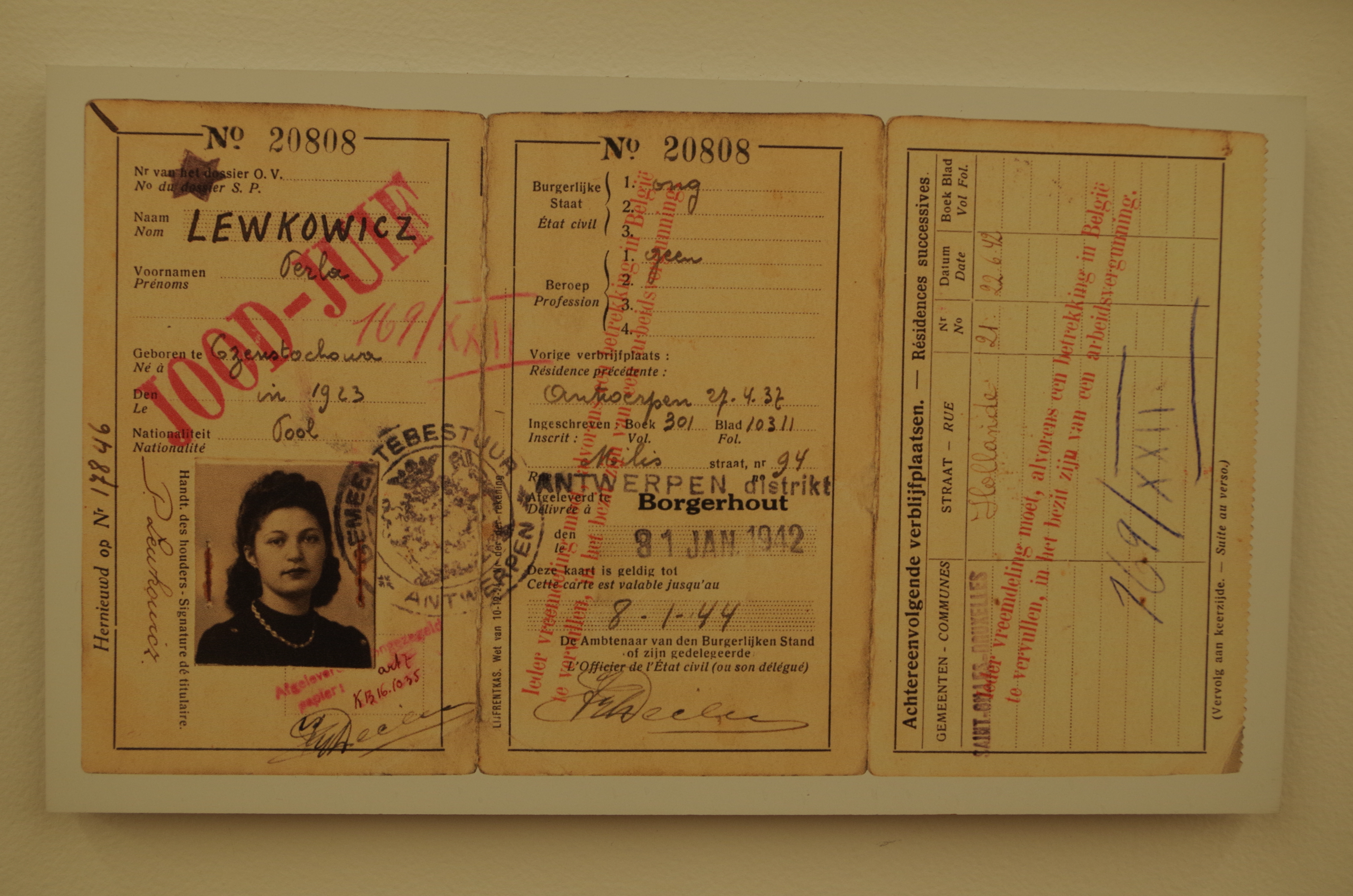
Carte d'identité de Perla Lewkowicz, marquée de la mention Jood-Juif en lettres rouges
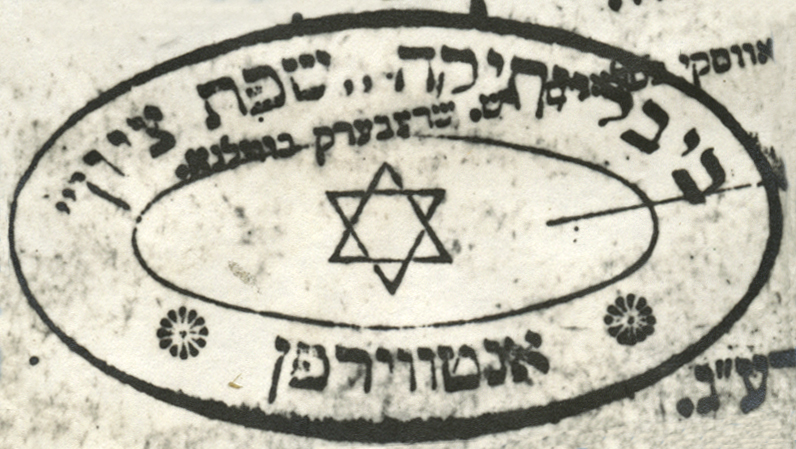
Tampon sur un livre juif pillé par les Nazis (Dépôt d'archives Offenbach, American Jewish Historical Society)

- 31 mai 1941: Cette ordonnances concernent les mesures économiques relatives aux Juifs. Elle étend les dispositions relatives aux entreprises. Ce sont désormais l'ensemble des entreprises juives qui doivent faire figurer sur leurs enseignes, en-têtes et cachets: "entreprise juive".
- 29 août 1941: Ordonnance portant limitation à la libre circulation des Juifs. Un couvre-feu leur est imposé de 20 heures à 7 heures du matin. Il ne leur est désormais plus loisible que de résider à Anvers, Bruxelles, Charleroi et Liège.
- 25 novembre 1941: Instauration de l'AJB

- 1er décembre 1941: L'AJB se voit confier l'organisation de l'enseignement. Il est désormais interdit aux enfants juifs de fréquenter des écoles non-juives.
- 17 janvier 1942: Interdiction des voyages à l'étranger.
- Ordonnances des 6 mars 1942, 11 mars 1942, 8 mai 1942: détérioration des conditions de mise au travail des Juifs. Instauration du STO. Du 13 juin au 14 juin 1942 2252 travailleurs juifs obligatoires sont déportés par 7 convois dans les camps de l'Organisation Todt[7].
- 22 avril 1942: Confiscation des avoirs au profit du Reich allemand.
- 27 mai 1942: Imposition du port de l'étoile de David.
- 1er juin 1942: Interdiction de pratiquer une profession en lien avec l'art de guérir (médecin, infirmier, sage-femme, mais aussi vétérinaire).
- Les ordonnances des 1er août 1942, 21 septembre 1942 et 9 août 1943 sont relatives à la spoliation des biens détenus par les Juifs[8].

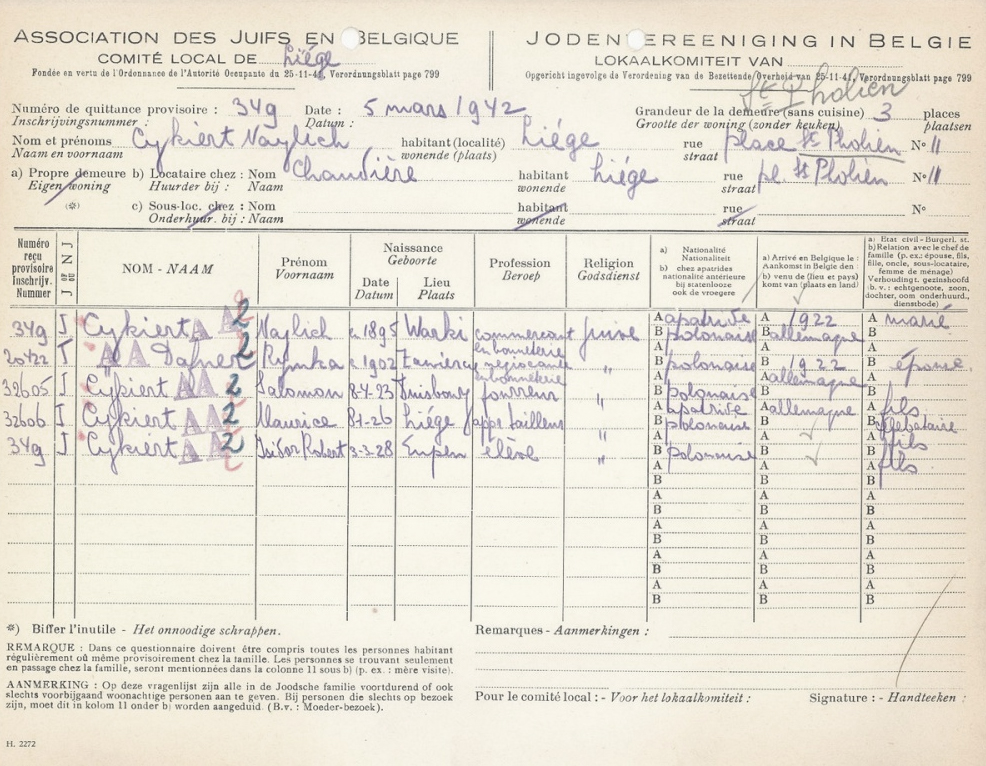
Liste familiale établie par l'AJB en 1942

### Propagande antisémite
L'occupant orchestre par sa propagande l'antisémitisme: Ainsi, à Anvers, le 14 avril 1941, lors de la projection du film Le Juif éternel, 200 activistes de la Zwarte Brigade, du VNV, de De Vlag, de la ligue anti-juive Volksverwering et de la SS Vlanderen provoquent une émeute connue sous le nom de Pogrom d'Anvers. Ils mettent le feu à deux synagogues de la Oostenstraat et à l'habitation du Grand-rabbin Markus Rottenberg qui parvient à s'enfuir.

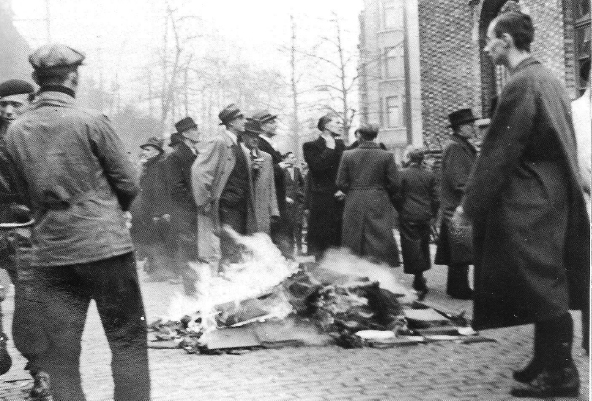
Pogrom et autodafé d'Anvers, 14 avril 1941

Deux cents vitrines de magasins sont détruites. L'occupant empêche les pompiers d'accéder aux lieux du sinistre. Des exemplaires de la Torah et des livres de prières sont brûlés sur la rue,.

### Mise en place du dispositif

#### Sipo-SD à Bruxelles
La Sipo-SD à Bruxelles, née de la fusion de la Sicherheitspolizei (Sipo) et du Sicherheitsdienst (SD), était l'organe, indépendant de la Militärverwaltung, chargé de combattre les ennemis du Reich en Belgique et dans le Nord de la France. Sa section IV, la Geheime Staatspolizei (Gestapo) était principalement chargée de la déportation des Juifs et de la lutte contre la résistance.

##### Cadre administratif général
Dès l'invasion de la Belgique, une Militärverwaltung (administration militaire) est mise en place pour la Belgique et le Nord de la France, cette administration est placée sous le commandement du général Alexander von Falkenhausen. La Militärverwaltung est scindée en deux états-majors, un Kommandostab (administration militaire proprement dite) et un Verwaltungsstab (gestion administrative quotidienne et publique). On retrouve à la tête de ce second état-major, Eggert Reeder qui assume le rôle de Militärverwaltungschef et son adjoint, Harry von Craushaar (de). Von Falkenhausen et Reeder entendaient présider seuls à l'administration militaire de leurs territoires sans avoir recours aux troupes de la Schutzstaffel (la SS) qui dépendait directement d'Heinrich Himmler à Berlin.
Aux premières heures de l'occupation, Heinrich Himmler insère cependant des membres de la SS au sein de la Geheime Feldpolizei (GFP) qui dépend pourtant directement de la Wehrmacht et donc de von Falkenhausen.
À partir de 1939, le Sicherheitsdienst (service de sécurité de la SS, le SD) est associé au sein du RSHA (Reichsicherheithauptamt, office central de la sécurité du Reich) à la « Sicherheitspolizei » (Police de sécurité de l'État, la Sipo) et la nouvelle structure sera appelée communément Sipo-SD, sous là direction de Reinhard Heydrich, l'adjoint d'Himmler. La Sicherheitspolizei était elle-même née de la fusion de la Kriminalpolizei (Kripo) et de la Geheime Staatspolizei (Gestapo).
Cette complexité administrative explique que le 27 juillet 1940 est instaurée à Bruxelles une Dienststelle, un bureau de la Sipo-SD dont la mission est de surveiller et arrêter les ennemis du Reich aux premiers rangs desquels, on retrouve, les Juifs, les résistants, les communistes, les étrangers et les francs-maçons.
Le chef de la Sipo-SD à Berlin est le SS-Obergruppenführer Reinhard Heydrich, celui-là même qui convoquera la conférence de Wannsee, le 20 janvier 1942 afin de jeter les bases de la Solution finale à la question juive. Directement sous ses ordres, Adolf Eichmann est responsable des sections IV-B4 du RSHA communément appelé Judenabteilung.

##### Organisation de la Sipo-SD à Bruxelles
La structuration des Sipo-SD peut varier légèrement d'un endroit à l'autre. Celle de Bruxelles fut établie sur la base de son homologue à Paris placée sous les ordres du SS-Brigadeführer Max Thomas. La Sipo-SD est organisée en différents services (Abteilung).
1. Section I : Ressources humaines
2. Section II : Administration et économie
3. Section III : Renseignements intérieurs (issus du SD)
4. Section IV : Geheime Staatspolizei (Gestapo, issue de la Sipo)
5. Section V : Kriminalpolizei (Kripo, issue de la Sipo)
6. Section VI : Renseignements extérieurs
7. Section VII : Archives et documentation (renseignements étrangers et contre-espionnage)

###### Commandement à Bruxelles
La Sipo-SD de Bruxelles dépend tout d'abord de la Sipo-SD de Paris et est placée sous le commandement de Max Thomas. À partir du 2 décembre 1941, la Sipo-SD de Bruxelles dépendra directement du RSHA à Berlin.
La Sipo-SD de Bruxelles connut quatre directions. A son instauration en juillet 1940, c'est tout d'abord Karl Hasselbacher qui en prend la tête mais il se tue dans un accident de voiture le 18 septembre 1940. Il est remplacé par Karl Constantin Canaris qui cédera à son tour le poste à Ernst Ehlers qui tiendra la fonction pendant plus de deux ans, d'octobre 1941 à février 1944, date à laquelle, Karl Constantin Canaris reprend le poste jusqu'à la fin de la guerre.
La Sipo-SD qui au départ n'avait pas dans sa juridiction la Belgique et le Nord de la France devait sans cesse s'appuyer sur la militärverwaltung via sa Geheime Feldpolizei (GFP) pour pouvoir opérer sur le terrain. Le 4 février 1941, le Militärverwaltungschef, Eggert Reeder émancipe le service en l'autorisant désormais à mener ses actions de sa propre initiative.

###### LaJudenabteilung
Si la question juive était la prérogative du bureau IV-B4 à Berlin, en Belgique, jusqu'en février 1943, la judenabteilung dépendait directement du bureau II-C (SD), le judenreferat sous les ordres d'Alfred Thomas. Après son décès, en février 1943, le service est rattaché au bureau IV-B3 (la Geheime Staatspolizei (Gestapo)), ce n'est qu'en mars 1944 que cette particularité belge sera réglée et le service rebaptisé en bureau IV-B4.

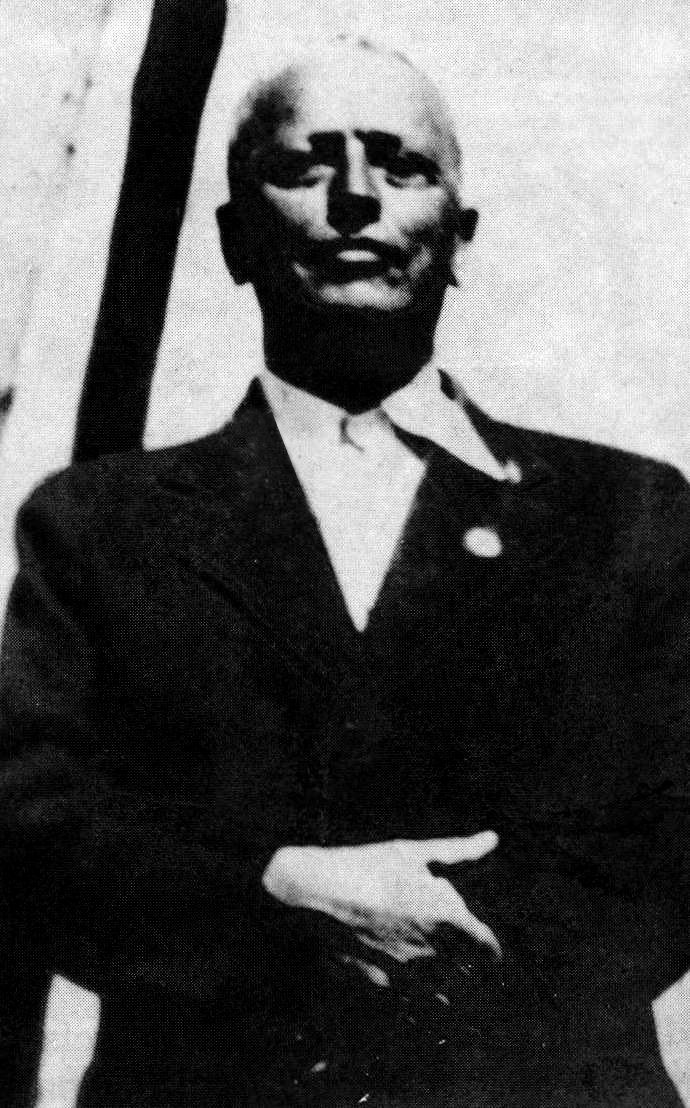
Franz Straub (1889-1977)

###### L’abteilung IV
L’abteilung IV, est dirigée durant toute la durée de l'occupation par Franz Straub. Ce service est lui-même subdivisé en sous-sections :
1. IV A : responsable des communistes
2. IV B3/4 : responsable des Juifs (Judenabteilung)
3. IV C : surveillance des étrangers
4. IV D : mouvements de résistance
5. IV E : surveillance des étrangers

La Judenabteilung à Bruxelles est tout d'abord dirigée par Victor Humpert, Judenreferent, c'est-à-dire le plus haut responsable de la politique juive pour la Belgique et le Nord de la France, rattaché à la section II C, il dépend alors d'Alfred Thomas. Il assure la fonction jusque mi-1941, époque à laquelle il est remplacé par Kurt Asche qui sera judenreferent jusqu'au 29 novembre 1942. À sa suite Fritz Erdmann reprend la fonction jusqu'au 6 octobre 1943 puis par Felix Weidmann jusqu'au 18 mars 1944. À partir de cette date, le service sera dirigé par Werner Borchardt.

###### Sièges et antennes

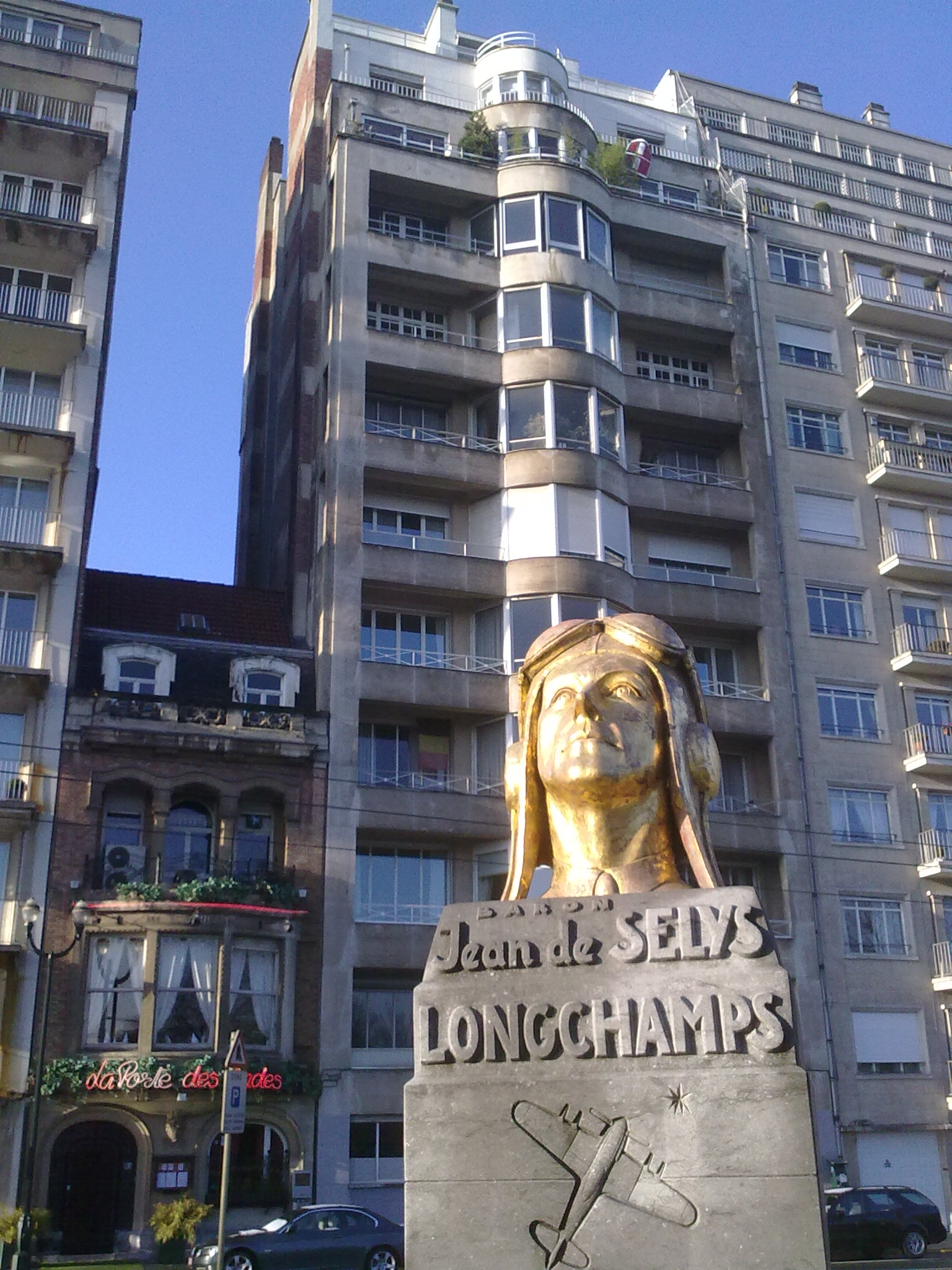
Monument à Jean de Selys Longchamps avenue Louise, devant le bâtiment de la Gestapo attaqué en 1943.

Si le Dienstselle pour la Belgique et le Nord de la France est basé à Bruxelles, d'autres Aussendienststellen sont instaurés dans les grandes villes, à Anvers, Charleroi, Gand, Liège et Lille. Par la suite, des antennes (Nebenstellen) virent le jour à Arlon, Dinant, Douai, Hasselt et Louvain.
A Bruxelles, le siège est créé au no 2 de la Rue Ernestine mais très vite il déménage à l'avenue Louise, au no 453. En janvier 1943, à la suite du bombardement héroïque de l'immeuble par le pilote belge Jean de Selys Longchamps, la Sipo-SD déménage au 347. Elle occupait également le 510 — et y internait dans ses caves des détenus — ainsi que les 418 et 422 sans que l'affectation précise de ces deux dernières adresses ne nous soit connue.
Le 25 novembre 1941, l'occupant met en place l'Association des Juifs en Belgique par laquelle il s'agissait de « faire assumer par les juifs eux-mêmes les conséquences de la politique allemande tant sur les aspects relatifs à leur survie provisoire que ceux liés à leur élimination programmée ».
Le 27 mai 1942, une ordonnance allemande impose le port de l'étoile jaune.
Le 11 juin 1942, Adolf Eichmann en qualité de Chef du bureau IV B4 des affaires juives au RSHA (Office central de la sécurité du Reich) réunit à Berlin les Judenreferents de Paris, Amsterdam et Bruxelles, respectivement, Theodor Dannecker, Willy Zoepf et Kurt Assche en vue de planifier les déportations de masse des populations juives d'Europe dans le cadre de la solution finale. Le 15 juillet 1942, Harry von Craushaar (pl), Chef adjoint de la Militärverwaltung pour la Belgique et le Nord de la France, charge Philipp Schmitt, le commandant du Fort de Breendonk d'organiser un Sammellager (Camp de rassemblement) à Malines.

#### La Caserne Dossin à Malines

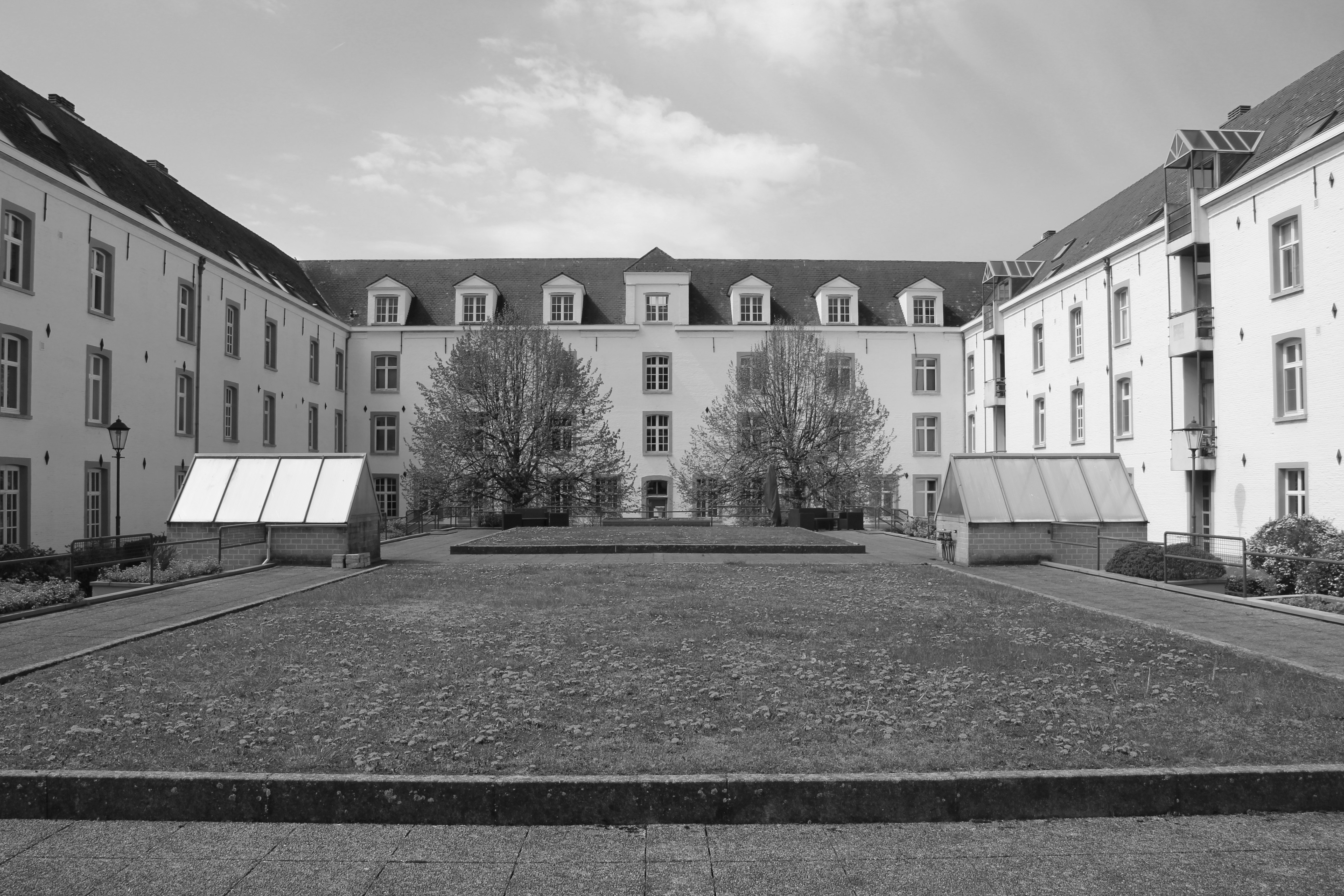
Intérieur actuel de la Caserne Dossin (2016)

Le 27 juillet 1942, la caserne Dossin est opérationnelle. La gestion du camp est confiée au bureau II-C de la SIPO-SD et son commandement à Philipp Schmitt. Les deux adjoints de ce dernier à Breendonk l'assisteront également à Malines jusqu'en mars 1943 : Rudolf Steckmann et Karl Mainshauzen. Une douzaine de SS allemands bientôt rejoints par des SS flamands seront affectés au camp de rassemblement. La sécurité extérieure du camp sera en revanche assurée par la Wehrmacht jusqu'en décembre 1942 puis confiée aux soldats SS flamands au-delà de cette date. Une soixantaine de SS allemands et belges ont ainsi assuré la gestion quotidienne du camp et de ses abords immédiats.
Le 22 juillet 1942, des arrestations arbitraires ont lieu dans les trains Bruxelles-Anvers. L'objectif pour l'occupant est d'arrêter des femmes ayant des compétences en travaux de bureau et en langues. Une centaine de femmes seront ainsi internées dans un premier temps au Fort de Breendonk puis, pour dix d'entre elles, transférées au Camp de rassemblement de Malines, le 27 juillet 1942, pour en assurer la gestion administrative comme ce fut le cas pour Mala Zimetbaum avant sa déportation. Ces secrétaires étaient placées sous les ordres du SS Max Boden et prenaient part à la tenue des registres lors de l’Aufnahme des déportés. Elles avaient également la tâche de reprendre le numéro de matricule des déportés et leur numéro de convoi sur une petite pancarte qu'ils étaient tenus de porter autour du cou. Leurs documents d'identité étaient quant à eux, tant que le camp fut sous l'emprise de Philipp Schmitt, saisis et détruits. Les interrogatoires étaient sous la responsabilité d'Erich Krüll, représentant civil de la Brüsseler Treuhandgesellschaft, société financière chargée de la spoliation des avoirs juifs. Les détenus étaient en effet contraints de signer des cessions de biens au profit du Reich. Jusqu'en 1943, la fouille des femmes était menée par des hommes et était fréquemment émaillée d'exactions, de violences et d'attentats à la pudeur. Par la suite, la fouille sera confiée un temps à la sœur d'un SS flamand puis, ce sont des détenues juives qui procéderont, elles-mêmes, à la fouille.

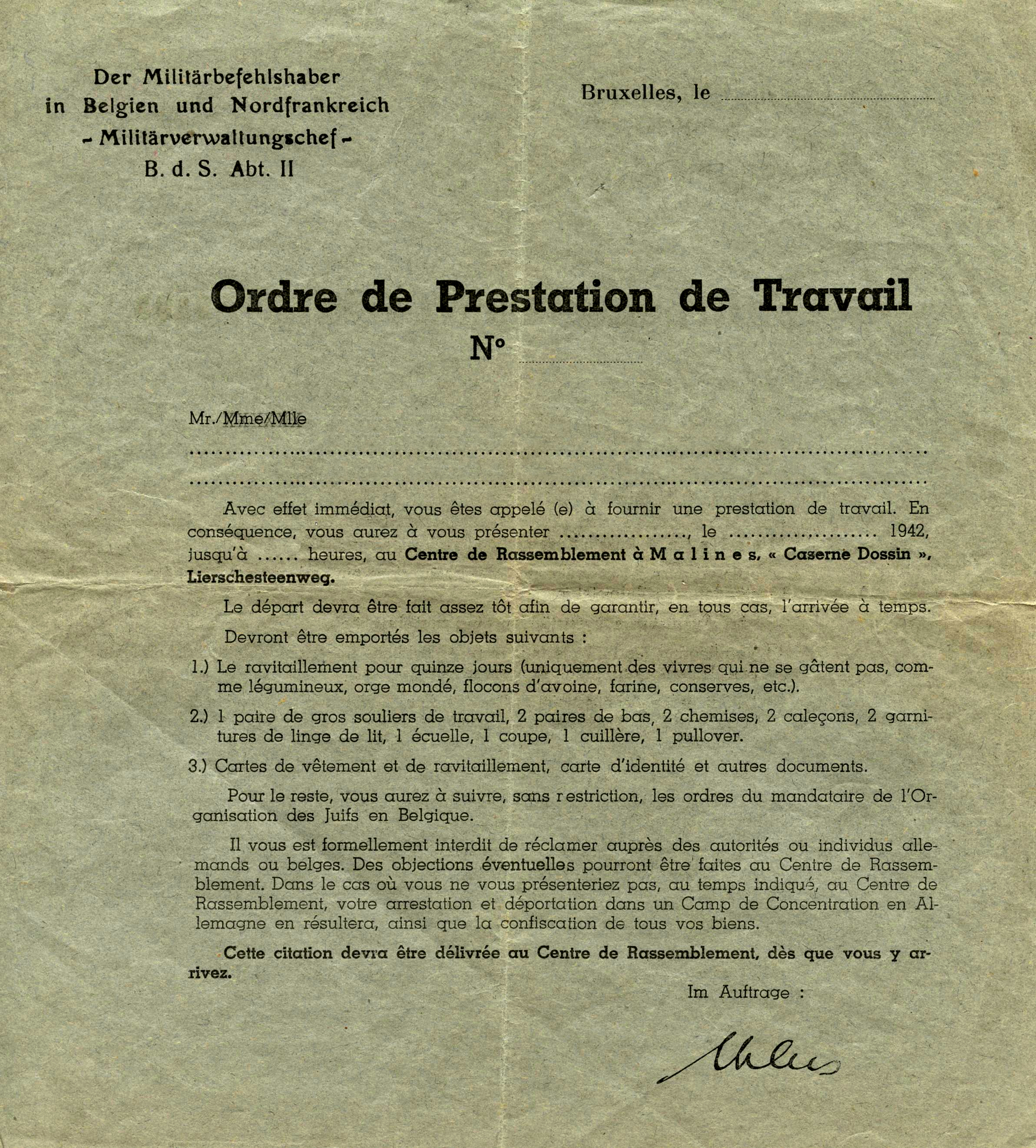
"Convocation à Malines" (Ordre de prestation de travail ou Arbeitseinsatzbefehl) envoyée à plus de 12000 Juifs par l'AJB sous la signature de Ernst Ehlers.

En juillet 1942, Eggert Reeder obtient une exemption de déportation, pour un temps en fait, pour les ressortissants juifs belges. Le principal convoi de la déportation des Juifs de Belgique sera cependant le convoi no 22B du 20 septembre 1943. La majorité d'entre eux fut raflée lors de la rafle de Bruxelles, dans la nuit du 3 au 4 septembre 1942. Les Juifs belges n'étaient pas très méfiants, d'autant plus que les 26 et 29 juin 1942, 143 et 160 Juifs belges avaient été libérés de la Caserne Dossin.
Les conditions de détention sous Philipp Schmitt sont inhumaines. Il n'hésitait en effet pas à lâcher son berger allemand sur les détenus. Le jeune Herman Hirsch, 20 ans, sera ainsi sévèrement mordu à la jambe. Conduit à l'hôpital de Malines, il devra être amputé à la suite d'une gangrène, il sera déporté par le convoi no 21 du 31 juillet 1943. Lors d'une visite des pieds (inspection d'hygiène), Bernard Vander Ham est puni par Max Boden et par Leo Poppe (un SS flamand). Il est tabassé, aspergé d'eau glacée et contraint de rester immobile au milieu de la cour. Il succombe à son traitement le 5 avril 1943. Le 19 avril 1943, Berth Israëls, souffrant d'une légère déficience mentale, parvient à tromper la vigilance des Allemands pour rejoindre ses parents, emmenés par le XXe convoi, elle est ramenée à la caserne, traînée par les cheveux, et rouée de coups.
Le 9 mars 1943 Philipp Schmitt, à la suite de malversations, est démis de ses fonctions à Malines (mais pas à Breendonk) et l'adjudant-major SS Hans Johannes Frank, ancien policier et membre de la section II de la SIPO-SD, prend le commandement du camp. Sous le commandement de Frank, les conditions de détention s'améliorèrent un tant soit peu. Les rations de nourriture furent revues, le chauffage remis en fonction et les colis à destination des détenus cessèrent d'être pillés. Des visites furent même autorisées.

#### Les convois

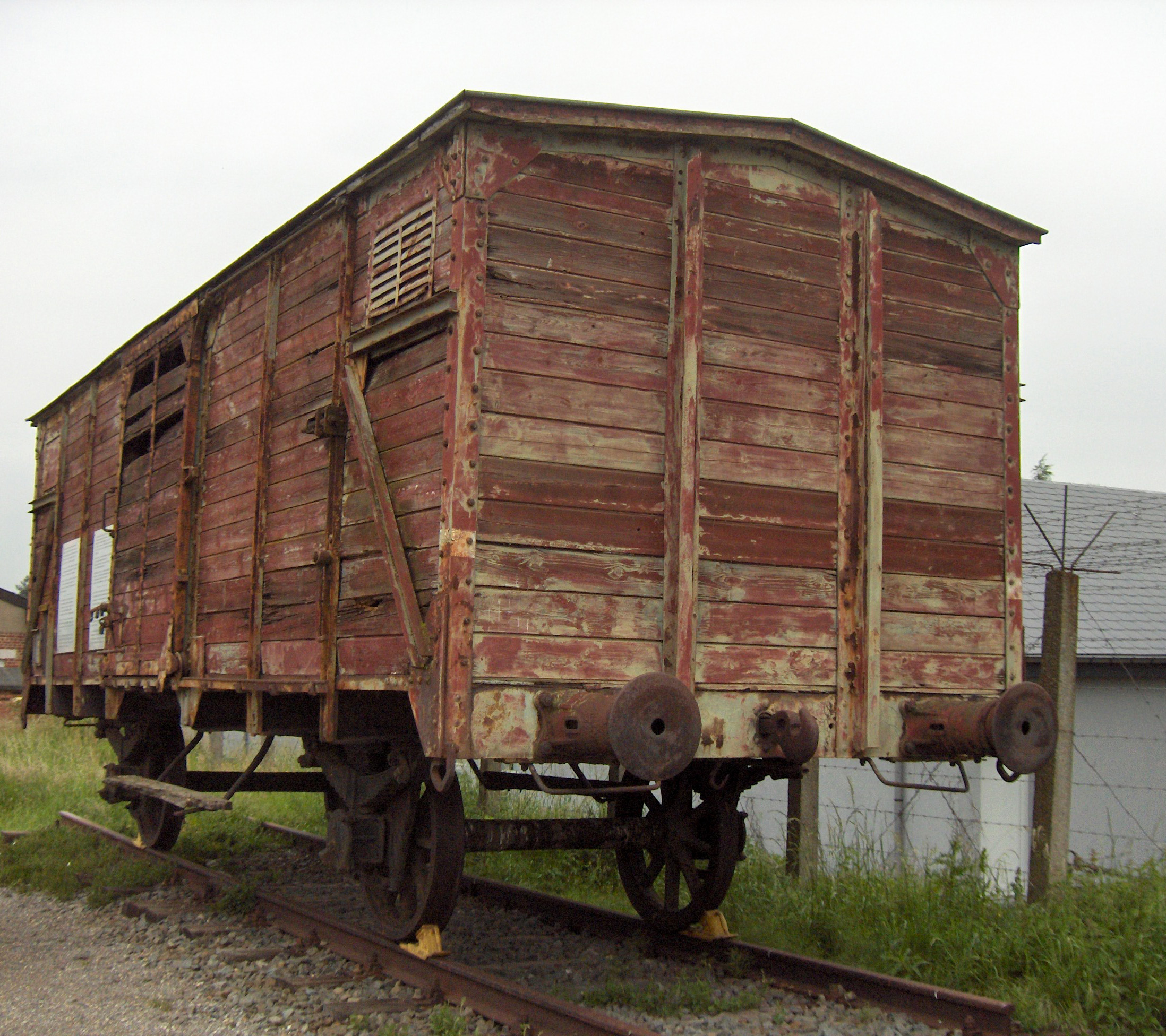
Wagon de la déportation belge - Breendonk.
Des wagons à bestiaux furent utilisés à partir d'avril 1943.

Le 4 août 1942, le premier convoi de déportation quitte le territoire belge. L'AJB s'était personnellement occupée de la convocation des Juifs, les tristement célèbres « convocations à Malines » (arbeitseinsatzbefehl), les invitant à se présenter à la Caserne Dossin pour le « travail obligatoire » (qui était l'euphémisme utilisé par les Allemands pour la déportation et l'extermination). Ceci scelle le destin de l'association qui sera désormais définitivement perçue comme un instrument à la solde des nazis et « engage sa responsabilité juridique, historique et morale ».

#### Les rafles
Durant les trois premiers mois de la déportation, 17 000 Juifs furent déportés, d'abord en se présentant spontanément à la caserne. Lorsqu'ils cessèrent de le faire sur les conseils de la résistance juive (notamment du Comité de défense des Juifs), les Allemands organisèrent alors des rafles à Anvers, à Bruxelles et dans la région de Lille. Les deux premières rafles se déroulèrent les 15 et 28 août 1942 à Anvers sous le commandement du sous-officier SS Erich Holm. Elles furent menées par des feldgendarmes, des SS allemands et flamands ainsi que par des policiers belges. Une troisième rafle se déroulera le 11 septembre 1942. À Bruxelles, la situation est différente et le bourgmestre Jules Coelst qui s'était déjà opposé aux Allemands sur la question du port obligatoire de l'étoile juive, ordonnance qu'il refusera de faire appliquer, argua d'un manque d'effectif pour que sa police ne soit pas mêlée aux rafles. Une seule rafle nocturne se déroulera ainsi à Bruxelles, le 3 septembre 1942. À Anvers, 65 % des Juifs seront déportés tandis qu'à Bruxelles, seuls 37 % le furent. À partir de novembre 1942, les départs de convois s'espacent et les Allemands ne parviendront plus à réaliser des arrestations de masse, les Juifs ayant plongé dans la clandestinité. L'occupant n'atteindra jamais les 300 arrestations par jour qu'il s'était fixées comme objectif.

#### Délations et arrestations

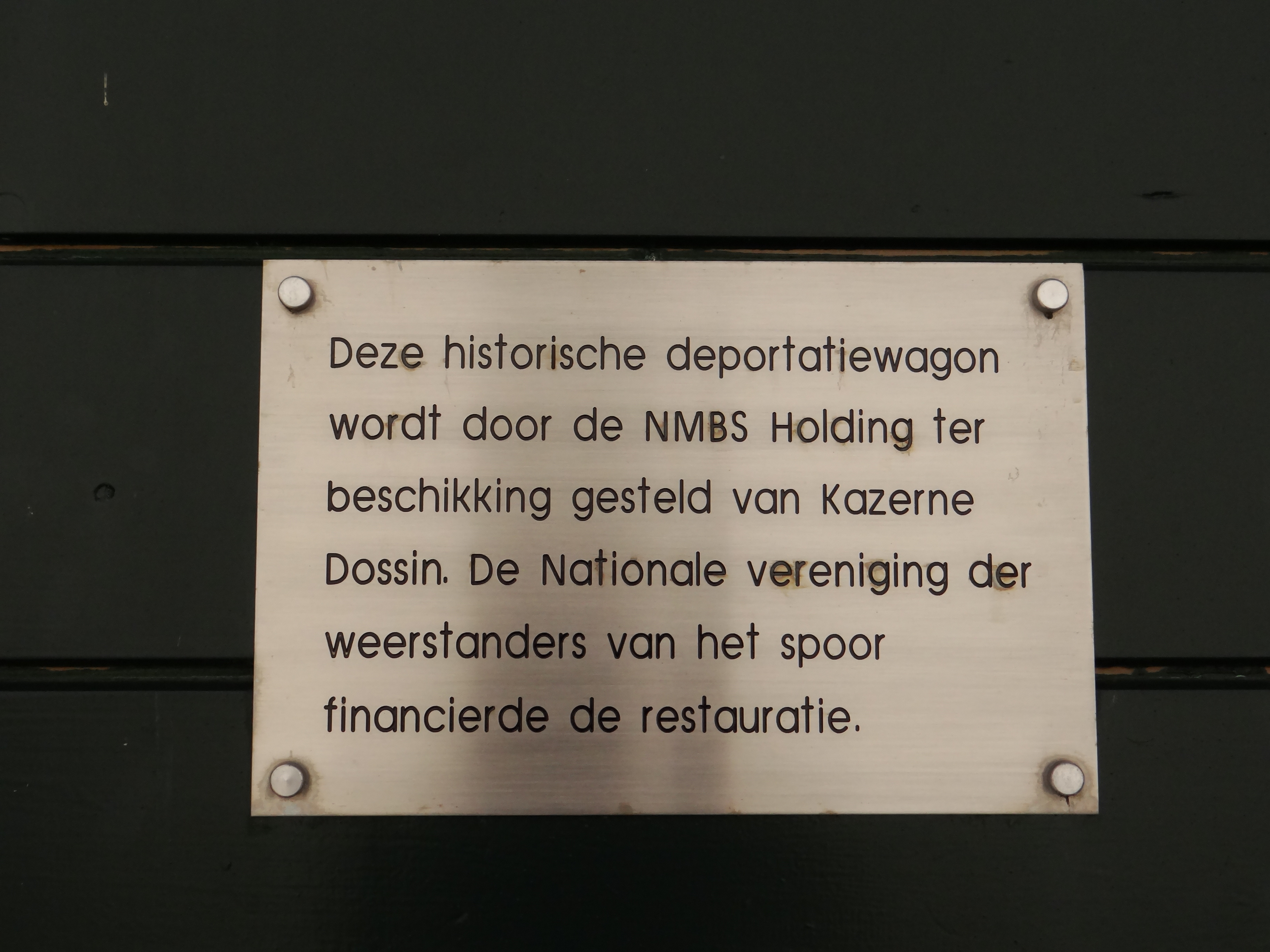
Plaque sur le wagon de 1943 ayant déporté Juifs et Tziganes aux camps d'extermination, aujourd'hui près du Musée de la caserne Dossin.

La délation et les arrestations domiciliaires furent désormais de mise pour constituer les convois de déportation. Des personnages tels que le Gros Jacques, sillonnaient les rues de la capitale à la recherche de profils sémitiques qu'ils faisaient aussitôt arrêter. Si les conditions s'améliorent à la Caserne Dossin, les délais nécessaires pour constituer un convoi augmentent de manière importante. La durée du séjour à Dossin passe de quelques jours à quelques semaines, des épidémies de scabiose et d'impétigo se déclenchent.

## Libération
Dans la nuit du 3 au 4 septembre 1944, les derniers SS, dans leur débâcle, abandonnent 527 détenus en attente d'un aller-simple pour Auschwitz, ils seront libérés par les alliés. 26 053 juifs auront été déportés, moins de mille reviendront de l'enfer concentrationnaire d'Auschwitz où le taux de survie était de 5,1 %.

## Responsabilités et reconnaissances officielles
Sur les environ 50 000 Juifs présents fin décembre 1940 sur le territoire belge, quelque 25 000 Juifs résidant en Belgique périrent entre août 1942 et juillet 1944 essentiellement à Auschwitz.
Après guerre, maints débats virent le jour sur la responsabilité des uns et des autres. Certains criminels de guerre furent jugés et exécutés, comme ce fut le cas pour Philipp Schmitt. La question de la collaboration de l'administration belge fut débattue ainsi que le rôle tenu par l'AJB accusée de s'être compromise en négociant des sauf-conduits pour les ressortissants belges au détriment de populations juives étrangères. Dans l'immédiat après-guerre, ces questions furent rapidement occultées. Le débat ne cessa cependant jamais totalement et aboutit à la rédaction d'un rapport commandité par le Gouvernement belge. Le rapport, intitulé La Belgique docile, sort en 2007 et fait la lumière sur ces délicates questions. Le gouvernement belge présentera ses excuses à la communauté juive pour l'implication de sa police à Anvers et le rôle qu'a pu jouer son administration dans la mise en œuvre de la solution finale en Belgique.
Le déni public de la Shoah en Belgique constitue une infraction pénale en vertu de la loi du 23 mars 1995. La violation de cette loi est passible d'une peine d'emprisonnement pouvant aller jusqu'à un an et d'une amende pouvant aller jusqu'à 2 500 euros.
Le 26 janvier 1999, la Belgique donne une base légale au statut d'Enfant caché.
En mars 2008, le gouvernement belge et les banques belges ont accepté de verser une indemnisation de 110 millions d'euros aux survivants de l'Holocauste, aux familles des victimes et à la communauté juive du pays.
Le 24 janvier 2013, à la suite d'une proposition de résolution déposée au Sénat, ce dernier approuve à l'unanimité la « responsabilité de l'État belge » pour la persécution des Juifs en Belgique pendant la Seconde Guerre mondiale.

## Procès et jugements
Fin 1944, l'auditorat militaire mènera différentes enquêtes afin de faire la lumière sur le rôle effectivement joué par l'Association des Juifs en Belgique auprès des autorités allemandes. Elles déboucheront sur des non-lieux et des classements sans suite. « Cette dynamique de pacification était celle qui prévalait après-guerre face au peuple juif qui pansait ses plaies ».
Philipp Schmitt est arrêté à Amsterdam en novembre 1945 et est jugé en Belgique par le Conseil de guerre d'Anvers. Il est reconnu coupable de 57 meurtres, d'avoir procédé à 35 arrestations illégales et d'être l'auteur ou le co-auteur de coups et blessures. Il est condamné à mort le 29 novembre 1949 et exécuté à Hoboken, le 9 août 1950 après avoir introduit un recours en grâce et avoir été rejugé en cassation. La veille, le 8 août 1950, Max Boden est condamné à douze années de réclusion qui sont ramenées à huit en appel. Il est notamment condamné pour les violences perpétrées sur Bernard Vander Ham et Berth Israëls ainsi que pour des actes d'humiliation et des attouchements sexuels perpétrés sur des détenues.
Eggert Reeder, l'administrateur militaire de la Belgique, est arrêté le 18 avril 1945 et renvoyé en Belgique où il sera détenu jusqu'à l'été 1947. Reeder fut jugé le 9 mars 1951, son avocat était Ernst Achenbach. Reeder et Alexander von Falkenhausen furent jugés pour leur implication dans la déportation des Juifs résidant en Belgique mais non pour leur mort dans le camp d'extermination d'Auschwitz. Les deux furent déclarés coupables, le 9 juillet 1951 et condamnés à douze années de travaux forcés à purger en Allemagne. De retour en Allemagne de l'Ouest, le 30 juillet 1951, ils reçurent le pardon du chancelier Konrad Adenauer et Reeder à la suite de sa demande obtint la permission de se retirer.
Hans Johannes Frank est arrêté à Arnhem en 1949, il sera condamné à 6 ans de prison et sera libéré anticipativement en avril 1950 et retournera à Essen en Allemagne.
En 1950, Franz Straub qui dirigeait la section IV de la Sipo-SD (Gestapo) est condamné à 15 ans de travaux forcés mais est renvoyé en Allemagne en 1951.
Après guerre, on ne retrouve pas la trace de Karl Constantin Canaris, le responsable de la SIPO-SD en Belgique d'octobre 1940 à novembre 1941 puis de février à juillet 1944. Pas davantage que celle d'Ernst Ehlers qui occupe le poste de décembre 1941 à janvier 1944, ni du judenreferent, Kurt Assche. Ils devront comparaître bien plus tard dans le cadre du procès du SIPO-SD de Bruxelles organisé à Kiel. Enfin, Erich Holm responsable de la section juive du SIPO-SD à Anvers ne sera jamais inquiété.
Otto Siegburg, sous-officier zélé de la SIPO-SD à Bruxelles, est jugé par le conseil de guerre du Brabant en décembre 1949, il est condamné à la peine de mort en première instance pour crime contre l'humanité, en appel, sa peine est ramenée à quinze années de travaux forcés.
Ernst Ehlers, le supérieur direct de Kurt Assche, se suicide le 4 octobre 1980 ; Karl Constantin Canaris est désormais trop âgé pour pouvoir comparaître, Kurt Assche comparait donc seul à Kiel lors du procès concernant la solution finale de la question juive en Belgique. Il est condamné de complicité pour plus de 10 000 meurtres, le verdict est rendu le 8 juillet 1981. Il ne sera condamné qu'à sept années de réclusion en raison de son âge avancé et du fait qu'il ne connaîtra probablement plus la liberté dirent ses juges.

## Témoins des déportations belges
- Hélène Beer-Horowitz est internée à la Caserne Dossin et sera libérée en avril 1944.
- Andrée Geulen, jeune enseignante qui cache 300 enfants juifs, reconnue Juste parmi les nations.
- Simon Gronowski, s'évade lors de l'attaque du XXe convoi, il écrira L'enfant du XXe convoi[9].
- Félix Gutmacher, élève à l'athénée royal de Bruxelles, déporté à 16 ans, et son frère Sylvain Gutmacher.
- Joseph Hakker écrit dès 1944 : La mystérieuse Caserne Dossin à Malines. Il s'était évadé du convoi XVIII du 15 janvier 1943. Échappé, il témoigne pour la première fois dans le journal clandestin Le Coq Victorieux en juillet 1943.
- Lili Keller-Rosenberg, appelée Lili Leignel, déportée à 11 ans avec ses petits frères de 9 ans et demi, et de 3 ans et demi.
- Henri Kichka, survivant du Convoi n° 9 du 12 septembre 1942 écrira bien plus tard : Une adolescence perdue dans la nuit des camps[23].
- Paul-Henri Rips, Matricule E-96, fondation Azrieli, septembre 2009.
- Lucien Van Beirs, procureur du roi, s'oppose aux arrestations, est déporté à Buchenwald.

## Mémorial
Le monument national aux martyrs juifs de Belgique se trouve à Bruxelles. Plus de vingt mille noms de victimes juives belges sont inscrits sur les murs du monument, dont certains ont été tués sur le territoire belge, mais nombre d'entre eux ont été expédiés vers les camps de la mort nazis et exécutés à l'Est.

## Justes parmi les nations belges

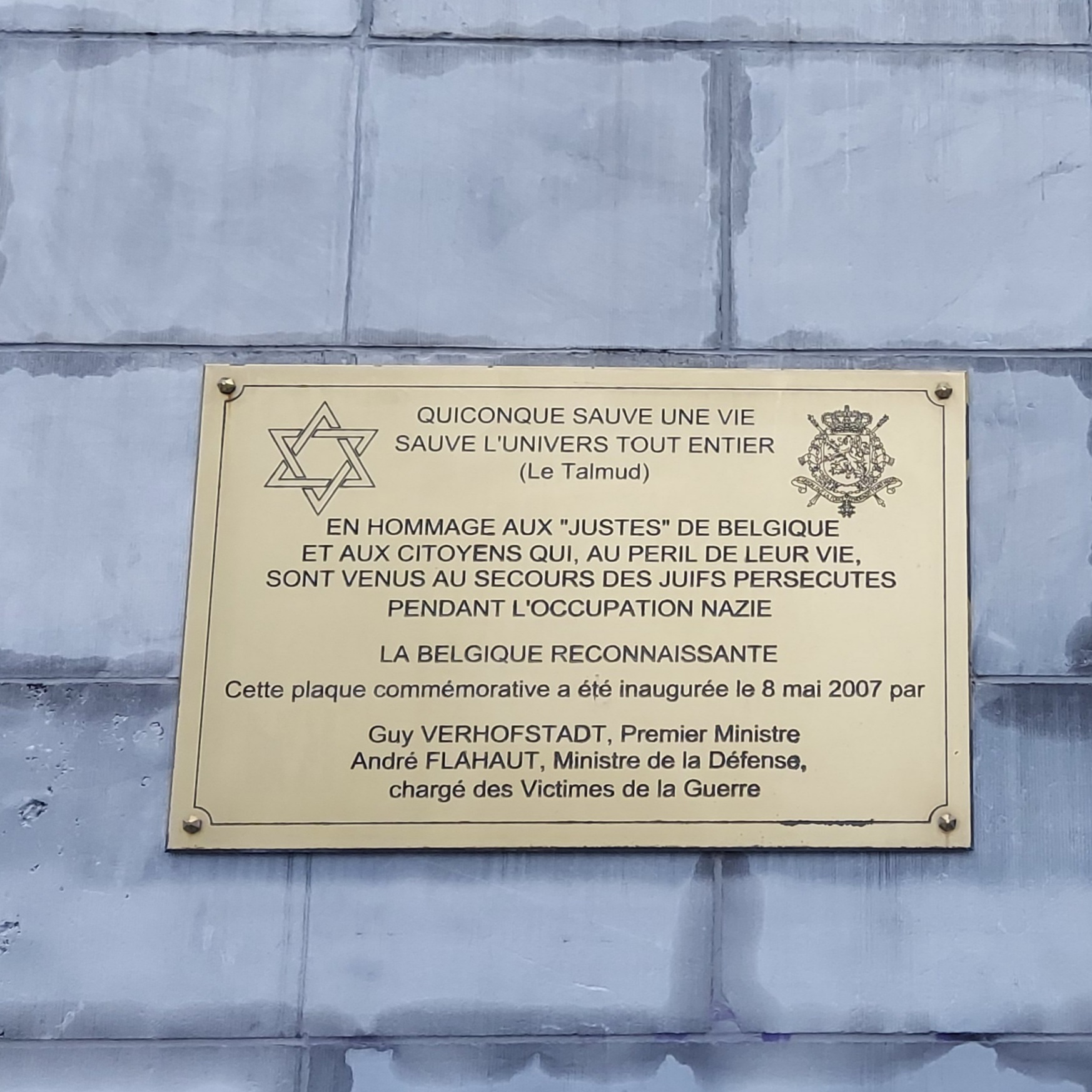
Plaque en l'honneur des Justes de Belgique, posée en 2007

1787 belges ont été reconnus Justes parmi les nations par l'Institut Yad Vashem en raison de l'aide apportée à des Juifs durant la Shoah. Certains le furent à titre posthume.
- Liste de Justes parmi les nations belges disposant d'un article sur Wikipedia
- Consulter la base de données des Justes parmi les nations décernés par Yad Vashem à des Belges.
- [PDF] télécharger la liste des Belges reconnus Justes parmi les nations par Yad Vashem.